# Superior, Colorado
Superior är en stad (town) i Boulder County, och  Jefferson County, i delstaten Colorado, USA. Enligt United States Census Bureau har staden en folkmängd på 12 692 invånare (2011) och en landarea på 10,3 km².